# Église Notre-Dame-de-Bonne-Nouvelle de Paris
Pour les articles homonymes, voir Église Notre-Dame, Notre-Dame et Bonne-Nouvelle.
L'église Notre-Dame-de-Bonne-Nouvelle, située au 25, rue de la Lune, dans le 2e arrondissement de Paris, est une église paroissiale catholique construite de 1823 à 1830.
Elle a donné son nom au quartier de Bonne-Nouvelle, au boulevard voisin ainsi qu'à une station de métro.
Cette église fait l'objet d’un classement au titre des monuments historiques depuis le 21 mars 1983.

## Historique
L'église actuelle est le troisième lieu de culte élevé sur le site.

### Première chapelle

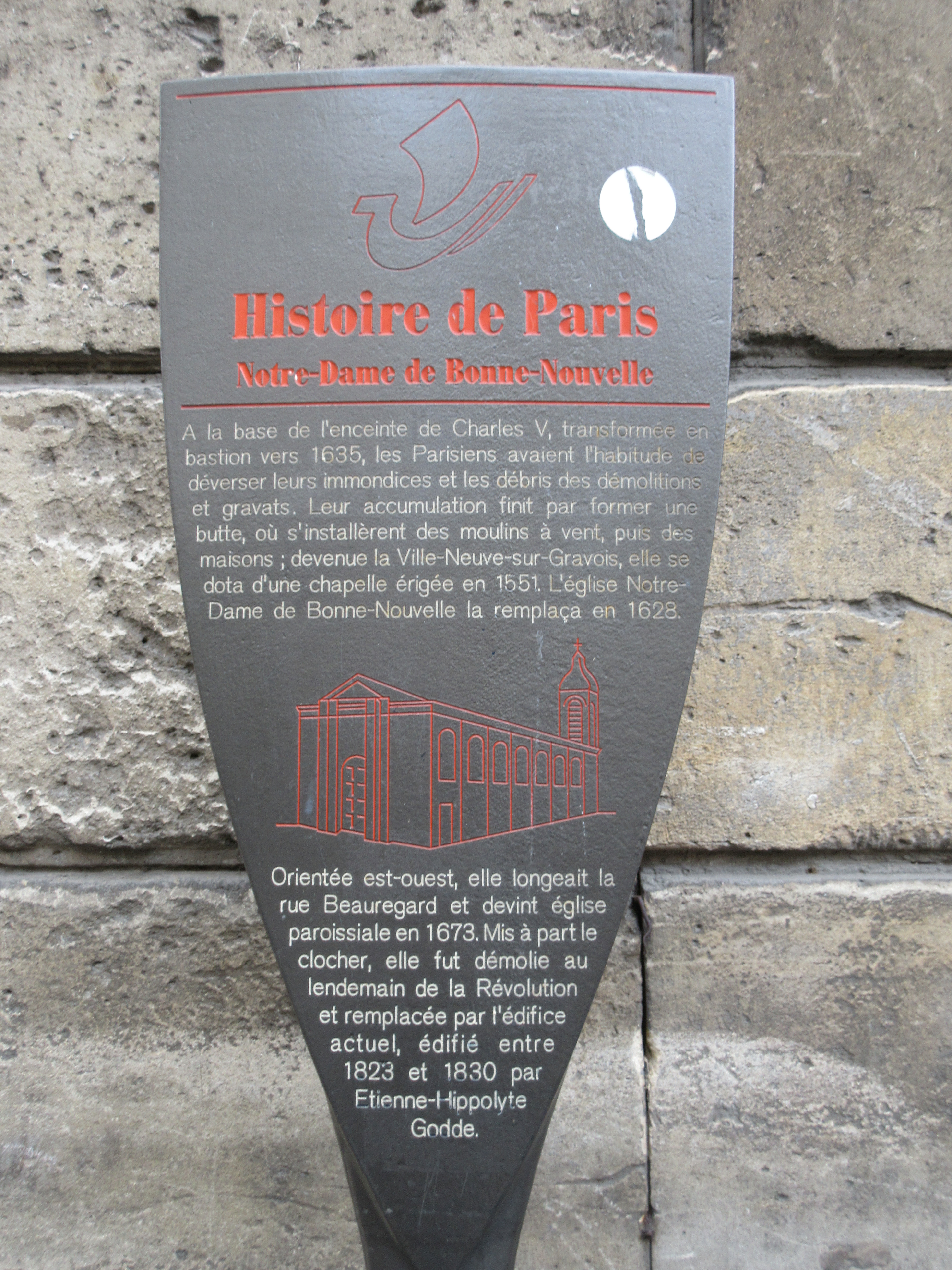
Panneau Histoire de Paris.

L'église actuelle est le troisième lieu de culte élevé sur le site.
La butte des Gravois, au nord de l'enceinte de Charles V, commence à être lotie dans la première partie du XVIe siècle. La paroisse Saint-Laurent ne pouvant contenir tous les fidèles, les habitants de ce nouveau quartier, appelée Ville-Neuve-en-Gravois, obtiennent de l'évêque l'autorisation de construire une petite chapelle (26 m de longueur sur 8 m de largeur). Le 20 août 1551, les marguilliers de Saint-Laurent posent, à l’endroit appelé la Montagne du Moulin, les quatre premières pierres de cette chapelle dédiée à Saint Louis et à sainte Barbe. Elle est détruite en 1590 par la Ligue, lors du siège de Paris par Henri IV,.

### Deuxième chapelle
La butte aux Gravois est incorporée à l'enceinte de Louis XIII et l'urbanisation reprend. Le 18 mai 1624, Bernard de Nogaret de La Valette et Louis de Guyard, vicaire général, posent la première pierre d'une nouvelle église, dédiée à Notre-Dame-de-Bonne-Nouvelle en souvenir de l'Annonciation. En avril 1628, la reine Anne d'Autriche pose la première pierre du chœur (l'inscription commémorative est exposée à gauche du chœur actuel),.
Cette église était plus petite que l'église actuelle. Elle longeait la rue Beauregard et était séparée de la rue de la Lune par le cimetière. Le porche d'entrée principal se trouvait sur la rue Notre-Dame-de-Bonne-Nouvelle et le chevet à l'est. Le clocher, rescapé, se trouve à l'angle de la rue Notre-Dame-de-Bonne-Nouvelle et de la rue Beauregard,.
Une sentence de l'archevêque de Paris l'érige en paroisse le 22 juillet 1673.
En 1790, l'église Notre-Dame-de-Bonne-Nouvelle est le siège de l'une des 52 paroisses urbaines du diocèse de Paris. La paroisse est supprimée en 1791 et l'église devient bien national. Elle est vendue le 21 floréal an V (10 mai 1797) à trois paroissiens. Elle est rachetée par la Ville de Paris en 1803. L'église, en très mauvais état, est détruite en 1822.

### Église actuelle
Étienne-Hippolyte Godde, architecte de la municipalité parisienne, auteur également dans la capitale française, entre autres, des églises Saint-Denys-du-Saint-Sacrement et Saint-Pierre-du-Gros-Caillou, reçoit la commande pour la reconstruction. Il semble établi que l'église soit la seule (avec Notre-Dame-de-Lorette) à être fondée sur pilotis. L'église est construite de 1823 à 1830. L’église Notre-Dame-de-Bonne-Nouvelle est alors la seconde succursale de la paroisse Saint-Eustache.
La nef est à l’emplacement de l’ancien cimetière.
Notre-Dame de Bonne Nouvelle a été déclarée sainte patronne de la radio, des ondes, de la TSF et de la télévision.
La paroisse Notre-Dame de Bonne Nouvelle est confiée au Chemin néocatéchuménal.

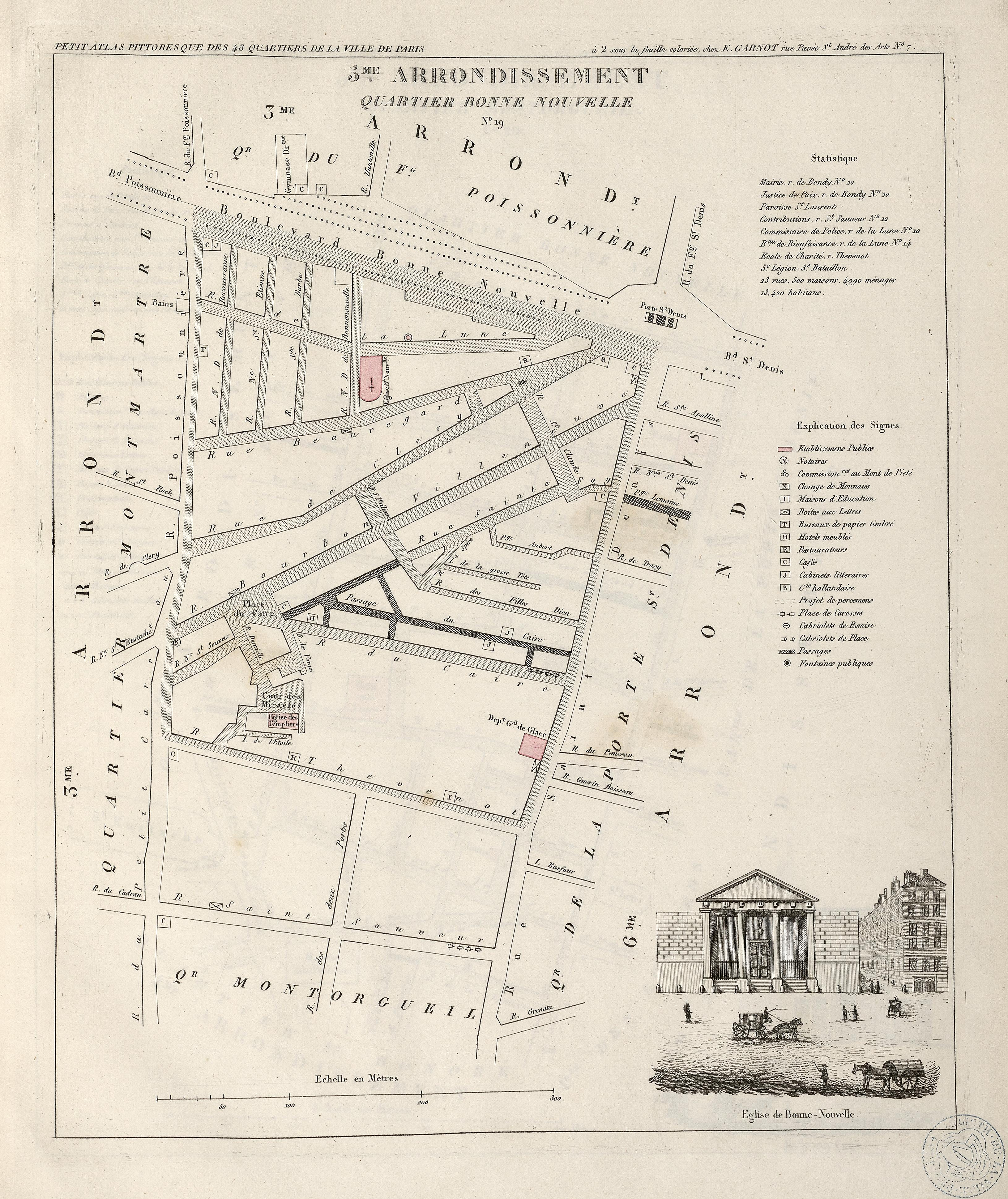
Plan du quartier Bonne Nouvelle avec l'église en 1834, dans l'ancien 5e arrondissement de Paris.
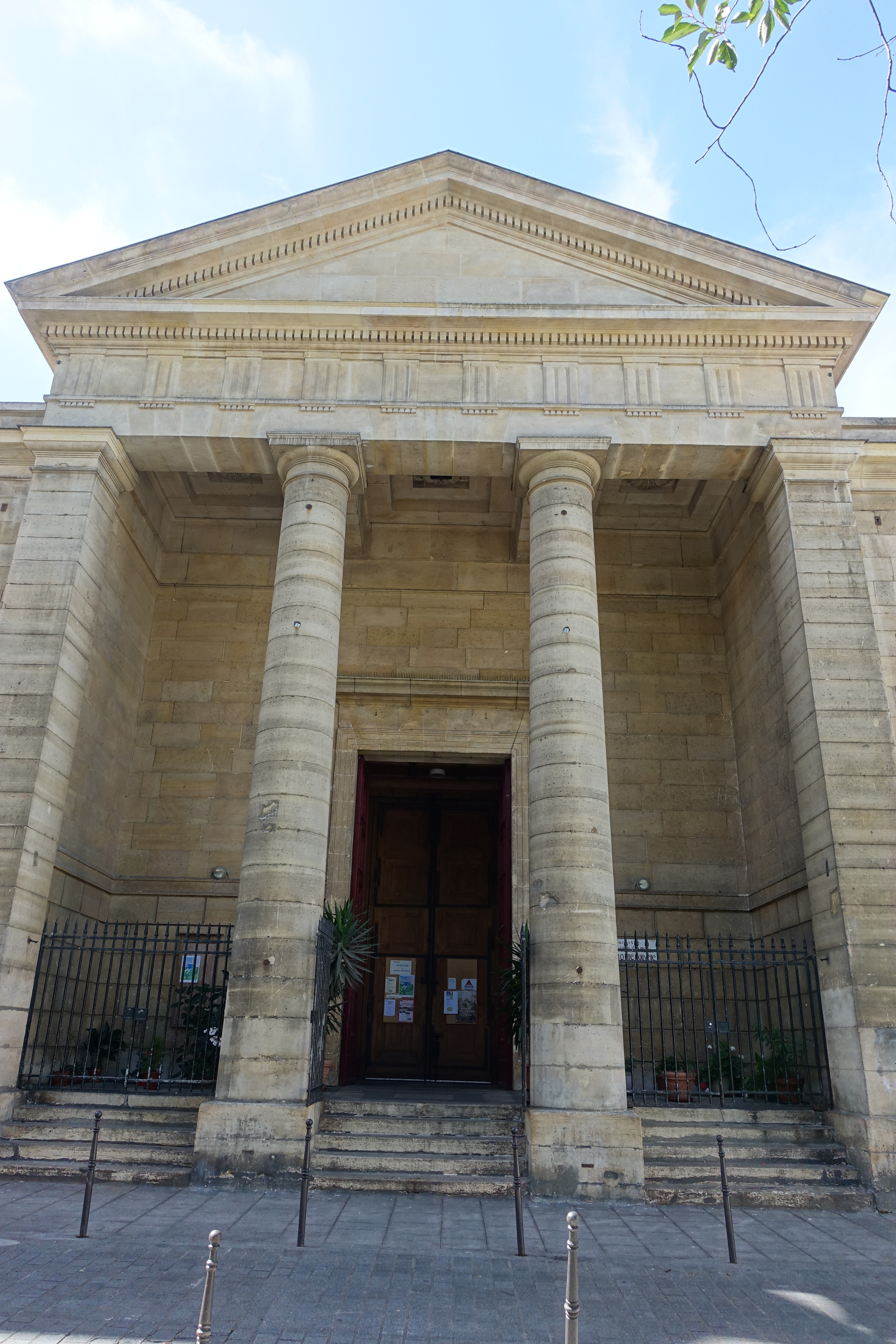
Façade.
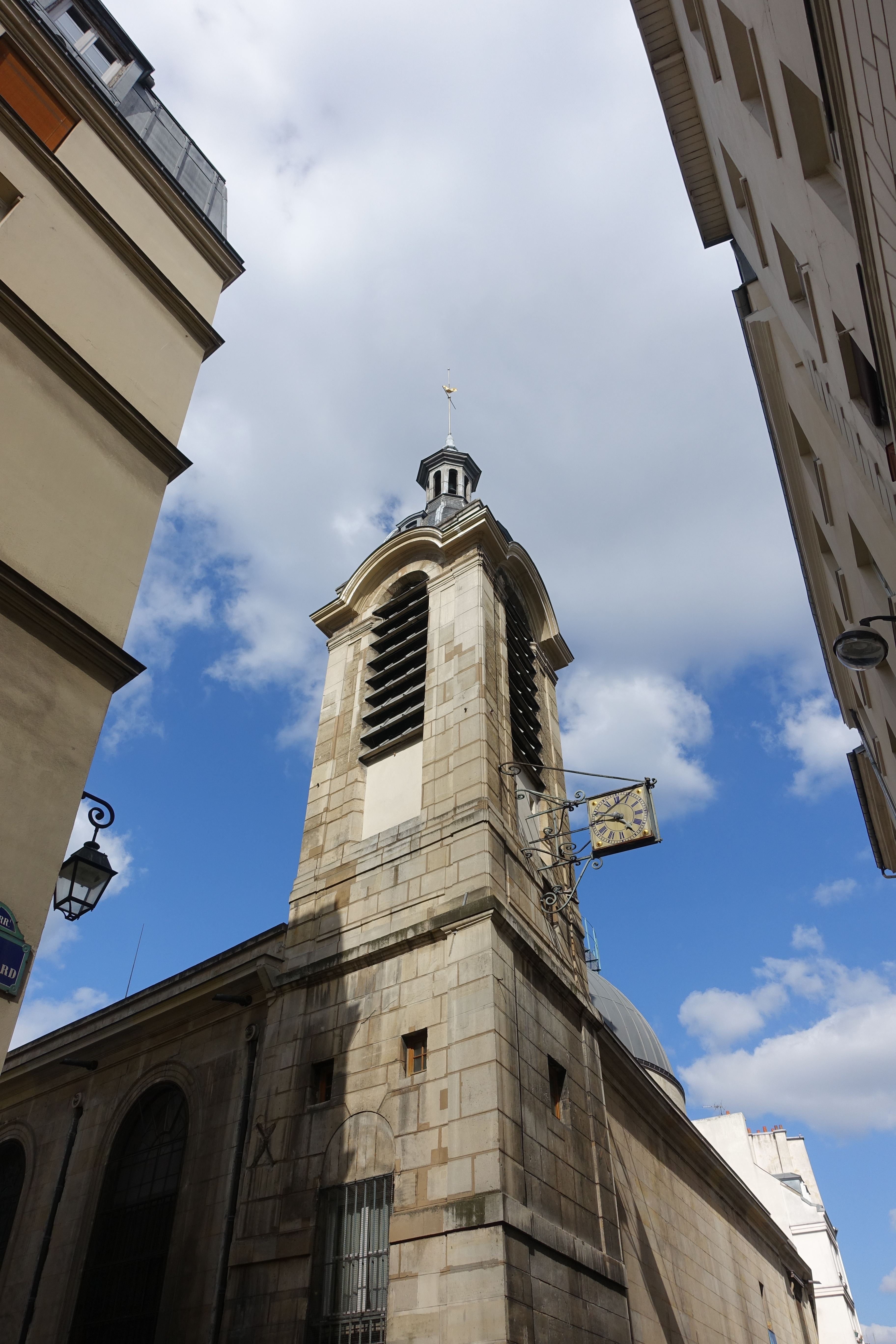
Clocher.
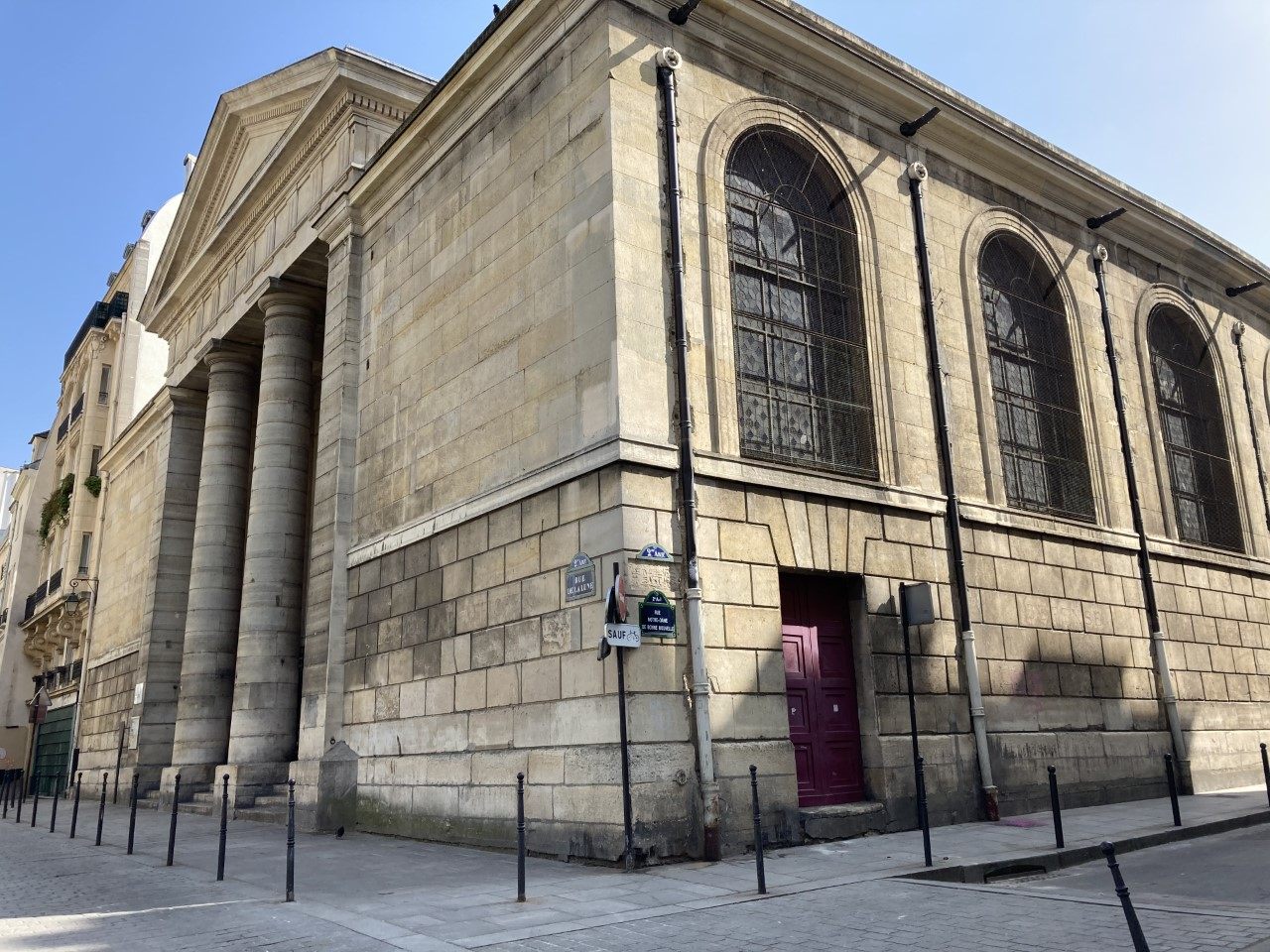
Angle rue de la Lune et rue Notre-Dame-de-Bonne-Nouvelle.

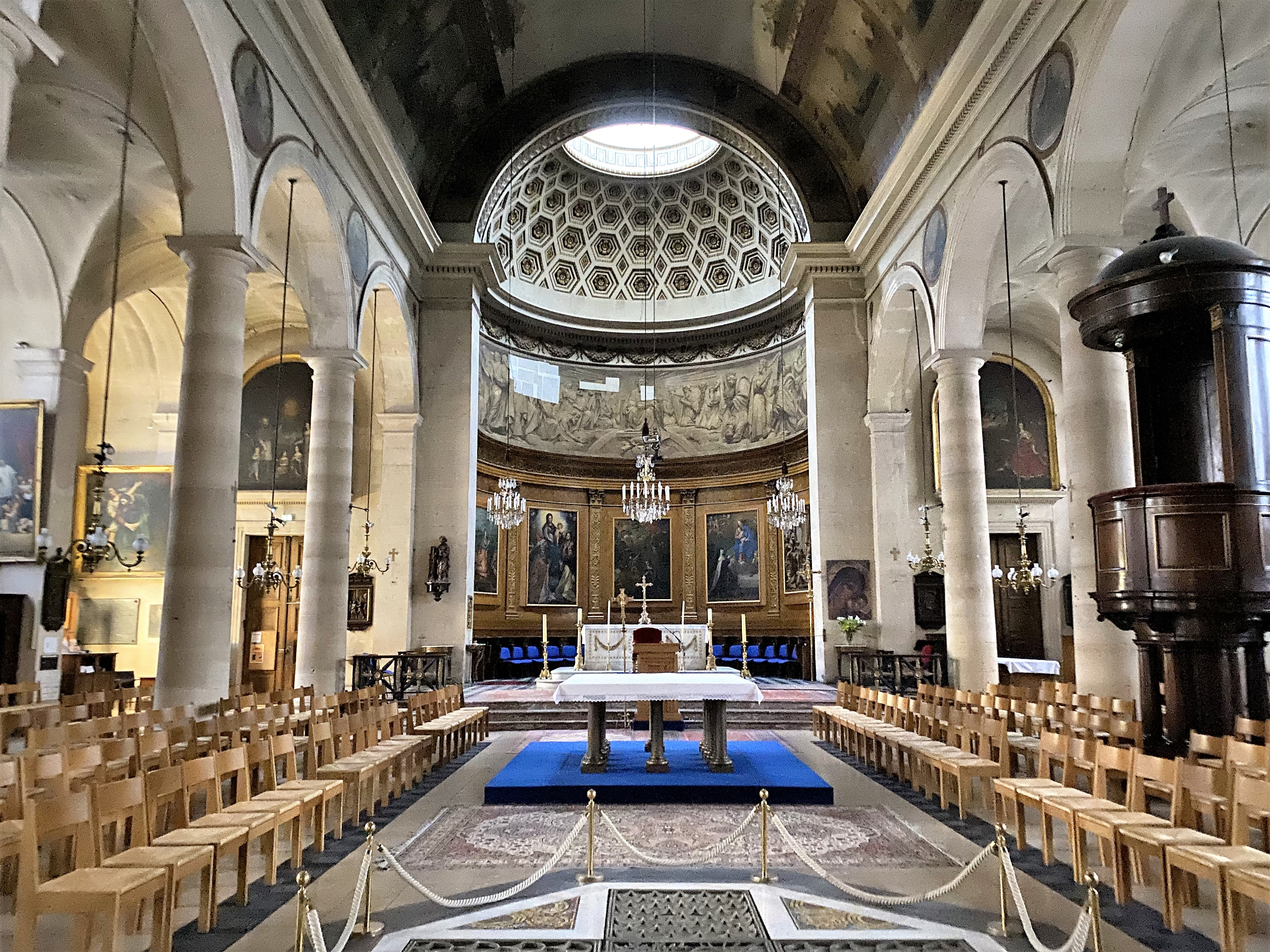
Nef et chœur.
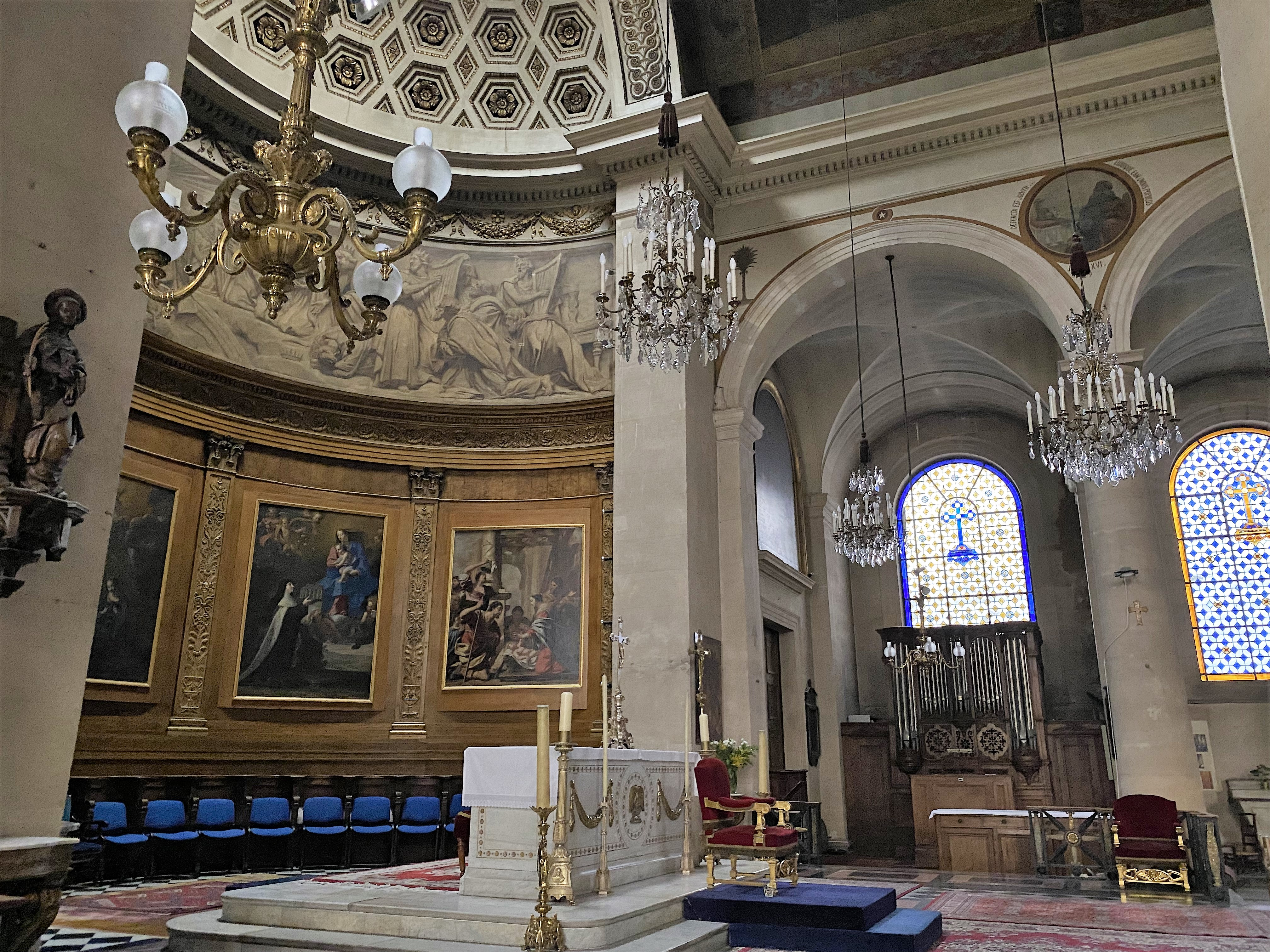
Chœur et orgue.
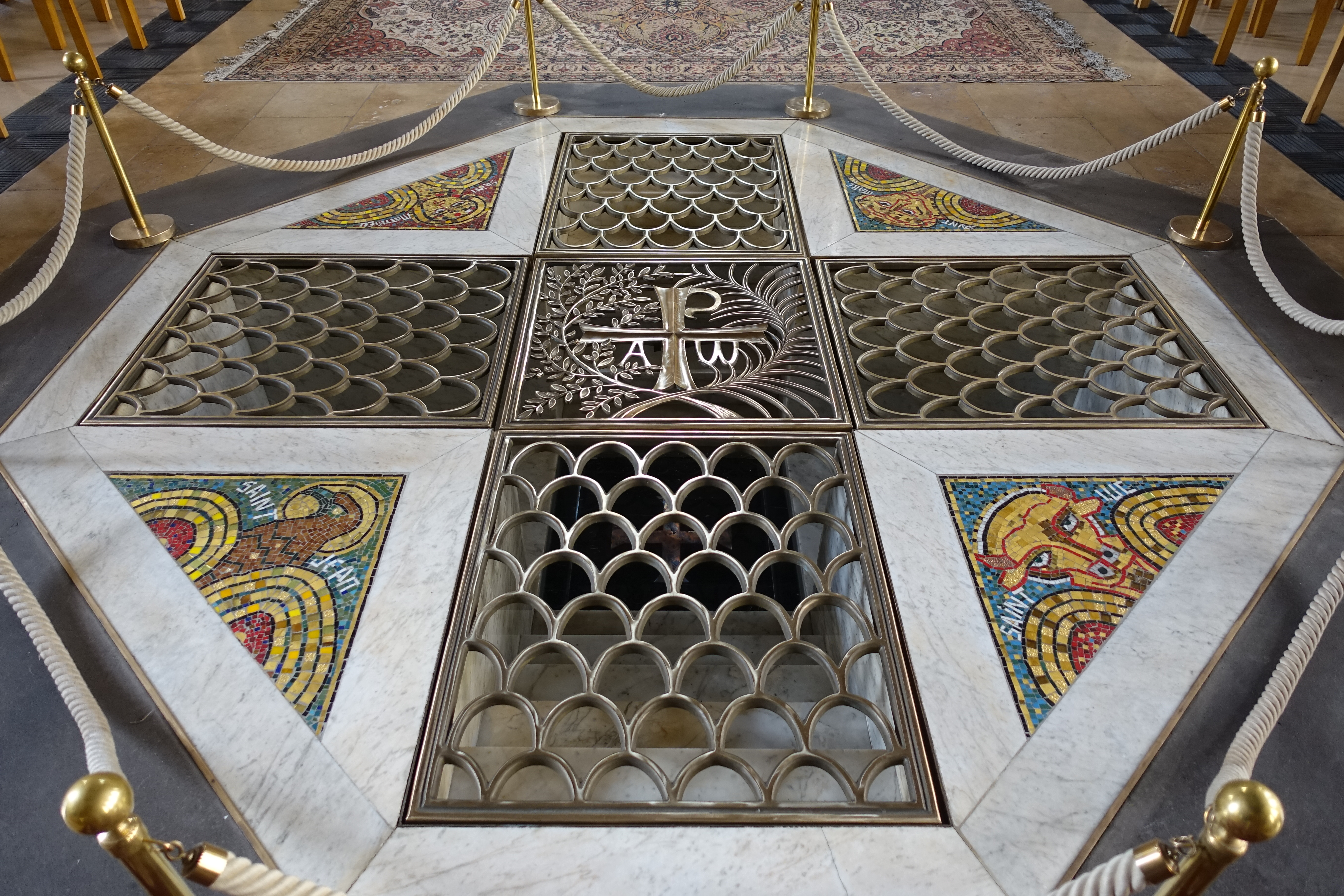
Piscine baptismale pour des baptêmes par immersion.
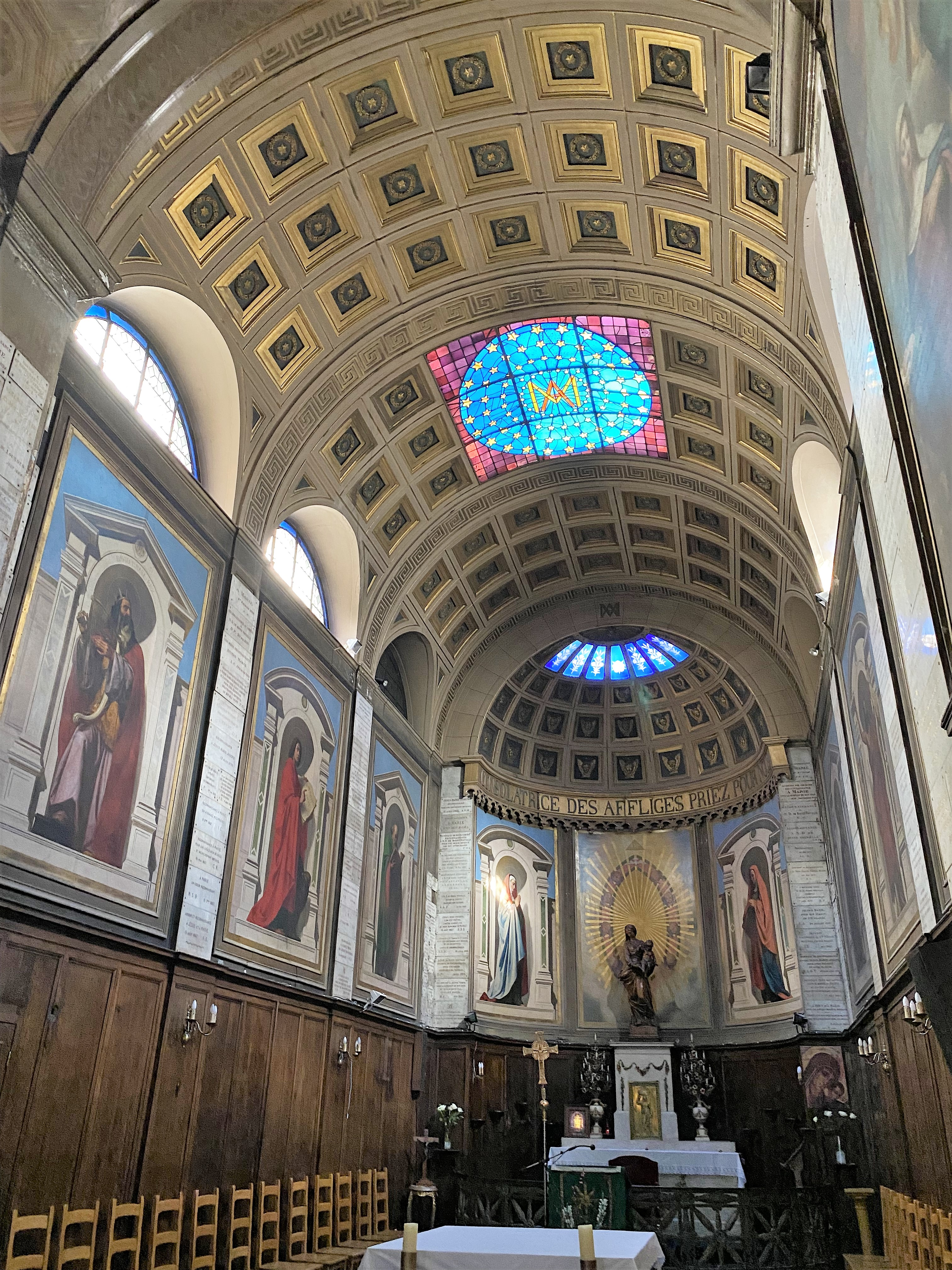
Chapelle de la Vierge.

## Architecture

### Généralités
L'église est de style néoclassique, bâtie selon un plan basilical, sans transept ni déambulatoire, avec une nef centrale terminée par une abside en cul-de-four, flanquée de deux bas-côtés. L'église n'est pas traditionnellement orientée ouest-est, contrairement à l'ancienne église, mais nord-sud, le portail étant rue de la Lune et le chevet rue Beauregard.
La façade, très simple, comprend un péristyle, formant le porche, à quatre colonnes doriques, couronné d'un fronton triangulaire. Le clocher, seul vestige du second édifice du XVIIe siècle, a été harmonieusement intégré à la nouvelle construction et se trouve à l'angle du mur sud-est.
La nef est séparée des bas-côtés par des colonnes doriques réunies par des arcs en plein cintre. Le vaisseau central est couvert d'une voûte en berceau.
Au chœur de l'église, un baptistère de forme octogonale a récemment été creusé dans le sol. Accessible par sept marches - un rappel des sept péchés capitaux - , il est destiné au baptême par immersion totale afin de renouer avec les traditions et les pratiques de l'Église primitive.

### Patrimonialité
L'église fait l'objet d’un classement au titre des monuments historiques depuis le 21 mars 1983.

## L'orgue

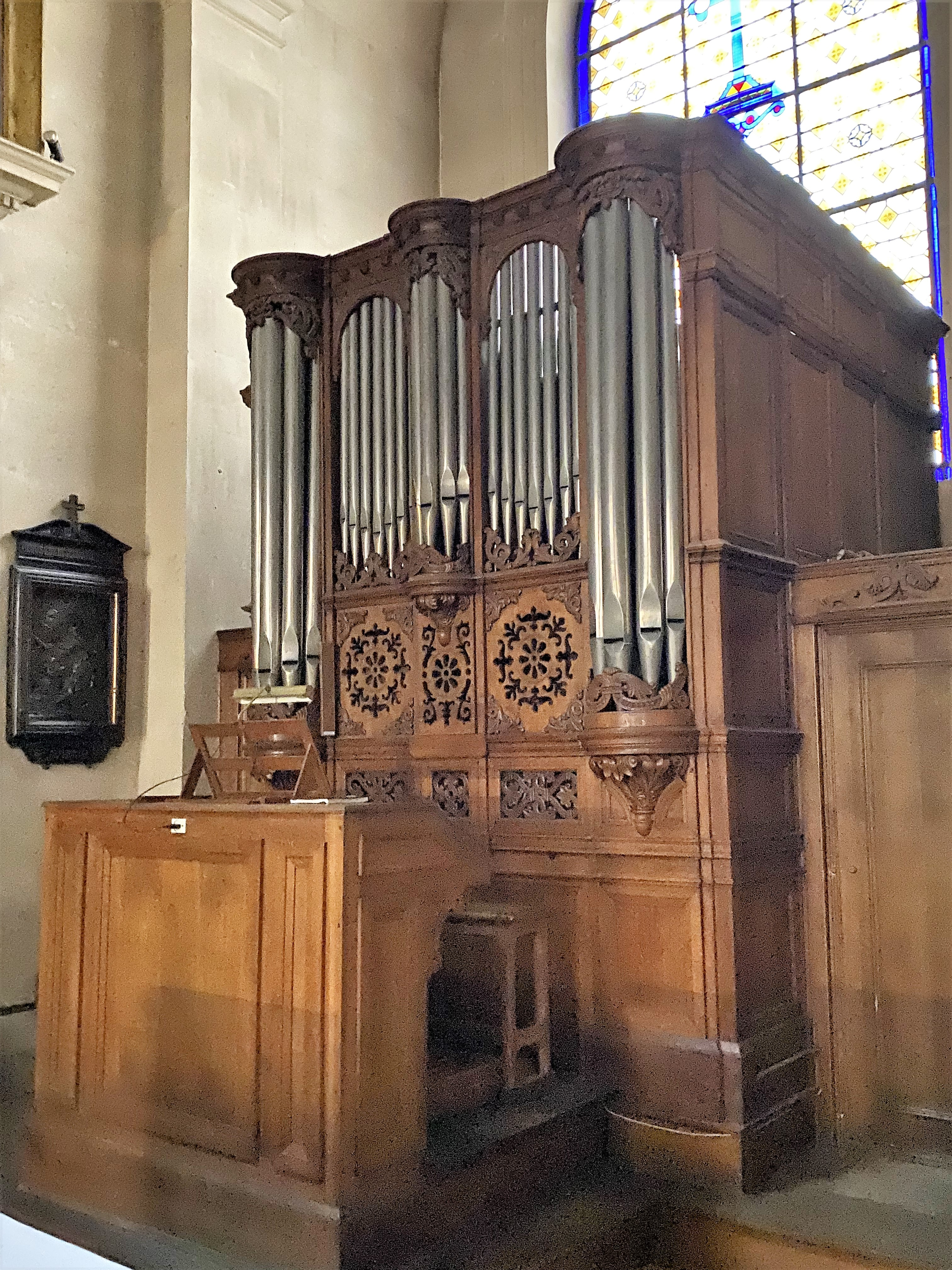
Orgue.

### Historique
L'orgue actuel a été conçu par le facteur d'orgue John Abbey à la fin du XIXe siècle, puis restauré par les facteurs Joseph Gutschenritter, en 1950 et Jean-Marc Cicchero, en 1988.

### Description
| Grand-orgue : 56 notes |
| Bourdon 16'            |
| Montre 8'              |
| Flûte harmonique 8'    |
| Bourdon 8'             |
| Prestant 4'            |
| Plein-jeu III rgs      |
| Cromorne 8'            |

| Récit expressif : 56 notes |
| Bourdon 8'                 |
| Salicional 8'              |
| Voix céleste 8'            |
| Flûte 4'                   |
| Nasard 2' 2/3              |
| Doublette 2'               |
| Tierce 1' 3/5              |
| Trompette 8'               |
| Basson-hautbois 8'         |
| Clairon 4'                 |

| Pédale : 30 notes |
| Soubasse 16'      |
| Bourdon 8'        |

### Organistes
- Organistes actuels : Jean-Luc Babigeon et Jérôme Bertier

## Œuvres

### Peintures

#### Chœur
- La Vierge et l'Enfant entourée des saints Jean l'Évangéliste, Pie V, Dominique et Marie-Madeleine, de Cigoli, daté 1601. Le tableau provient d'une église d' Émilie-Romagne, plus précisément d'une église de Cesena, ville représentée dans le tableau[8].
- L'Annonciation, de Giovanni Lanfranco, sans doute peint à Rome, vers 1619-1620. Tableau arrivé vers 1829, en provenance probablement de l'Oratoire Saint-Honoré de Paris. Tableau redécouvert par hasard en 1970, derrière l'orgue qui occupait jusqu'alors le fond du chœur[9]. Sept autres tableaux italiens sont recensés dans l'église[10].
- Sainte Isabelle de France présentant à la Vierge le modèle de l'abbaye de Longchamp, de Philippe de Champaigne, vers 1670.
- Peinture en grisaille d' Abel de Pujol, en 1836, illustrant le texte de l'Apocalypse de Jean relatif au trône de Dieu et aux vingt-quatre vieillards.

#### Bas-côtés
- L'Assomption, attribuée à Georges Lallemant, et provenant de l'église détruite Saint-Sauveur de Paris.
- Saint Pierre d'Alcántara, du Frère Luc
- Anne d'Autriche et Henriette-Marie de France, de Pierre Mignard, entre 1660 et 1666. Tableau probablement peint pour cette église.
- Le rêve d'Henriette d'Angleterre présentant ses enfants à Saint François de Sales, parfois attribuée à Pierre Mignard.
- Sainte Geneviève distribuant des vivres durant le siège de Paris, de Victor Schnetz
- Le Lavement des pieds, de Claude Vignon

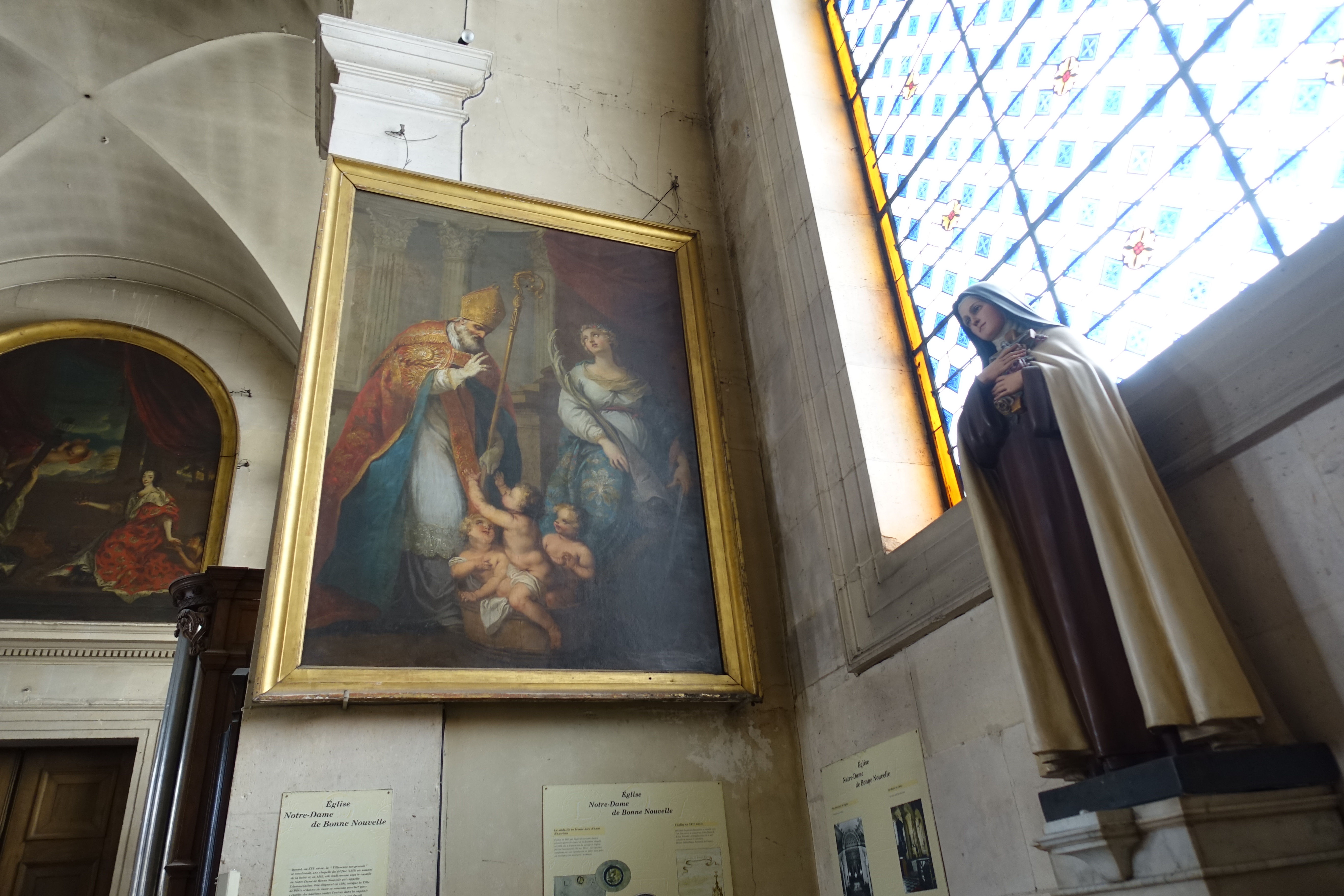
Saint Nicolas et sainte Agnès (XVIIIe siècle).
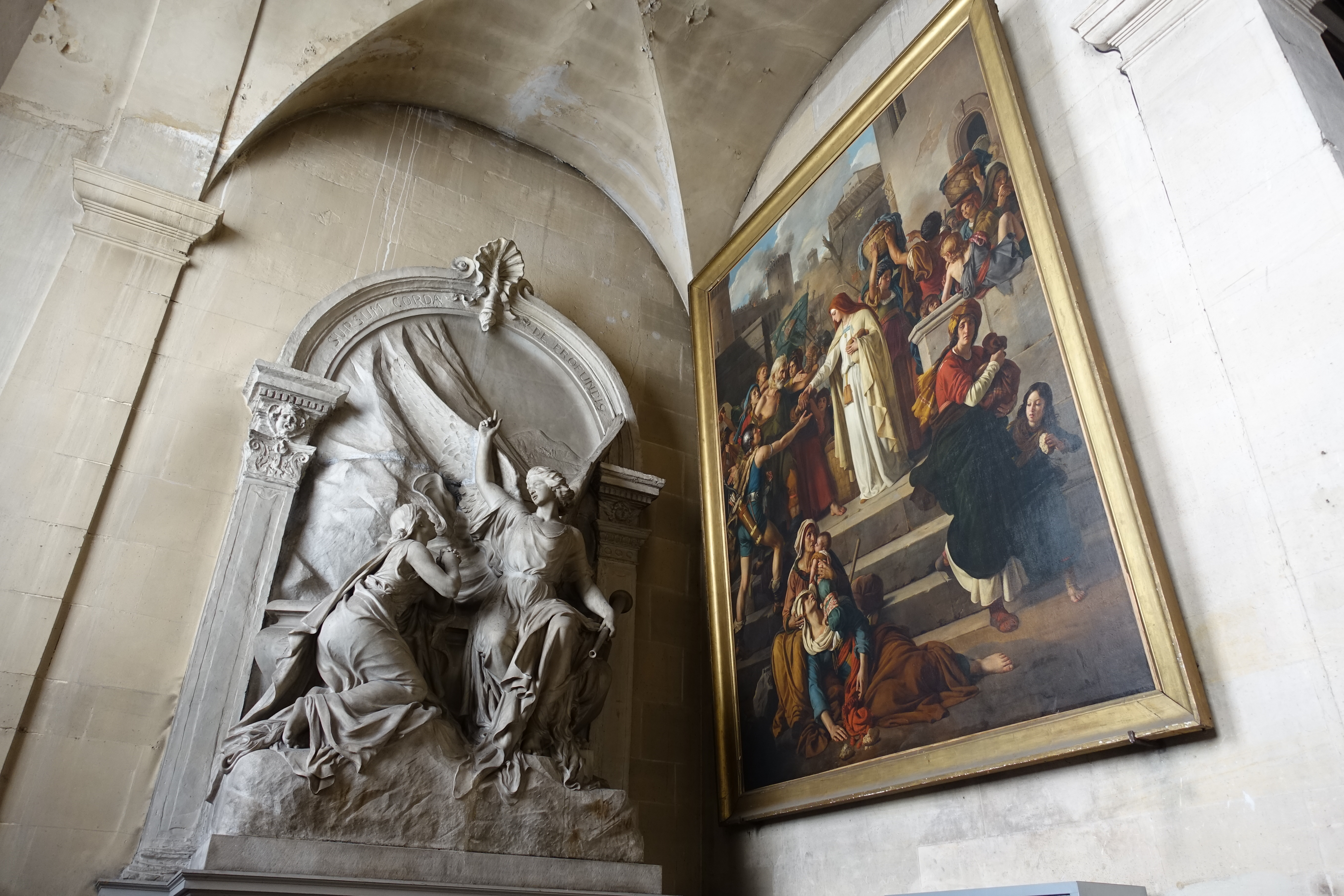
Sainte Geneviève au siège de Paris, de Victor Schnetz (1820).
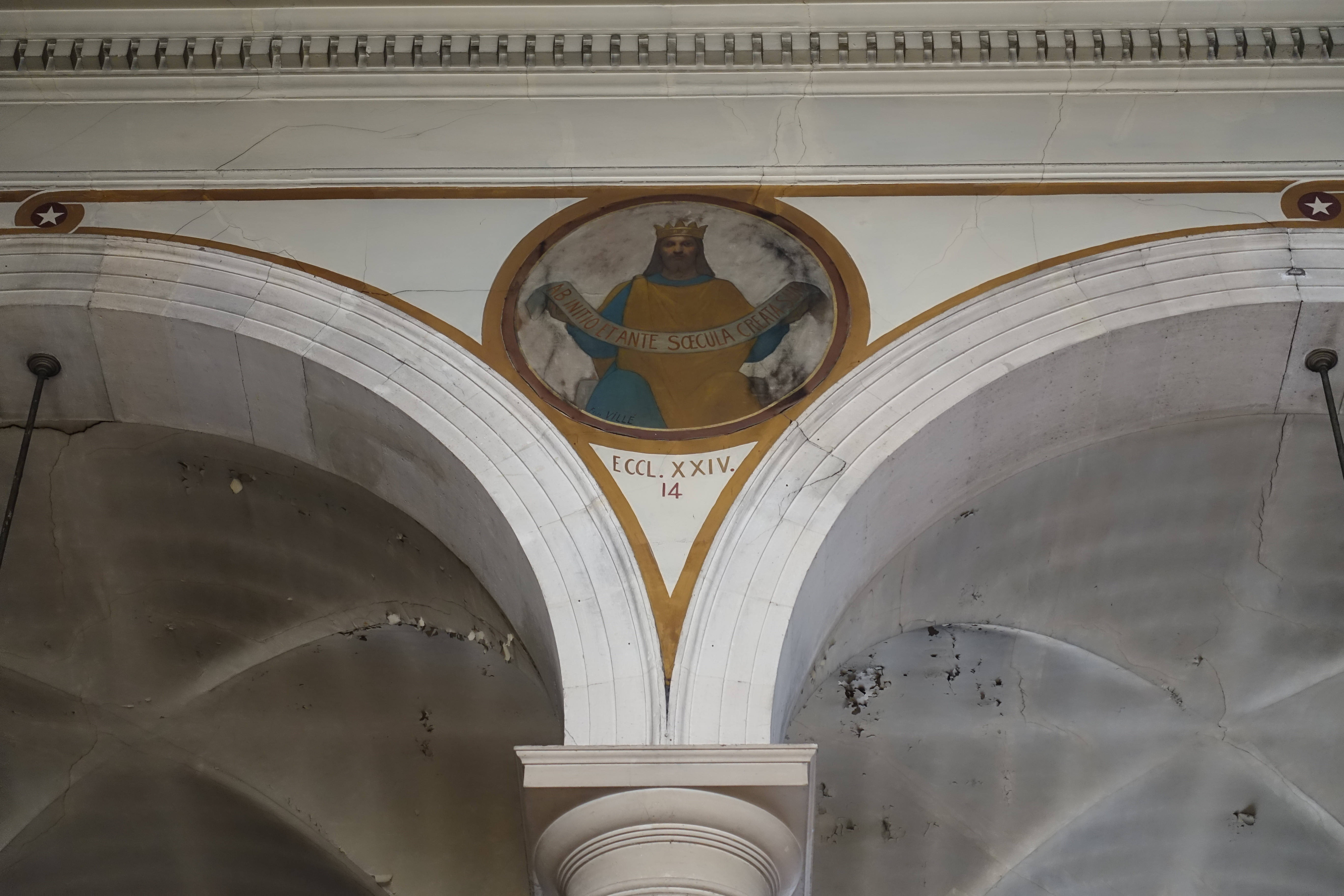
Peintures de la voûte de Félix Villé.
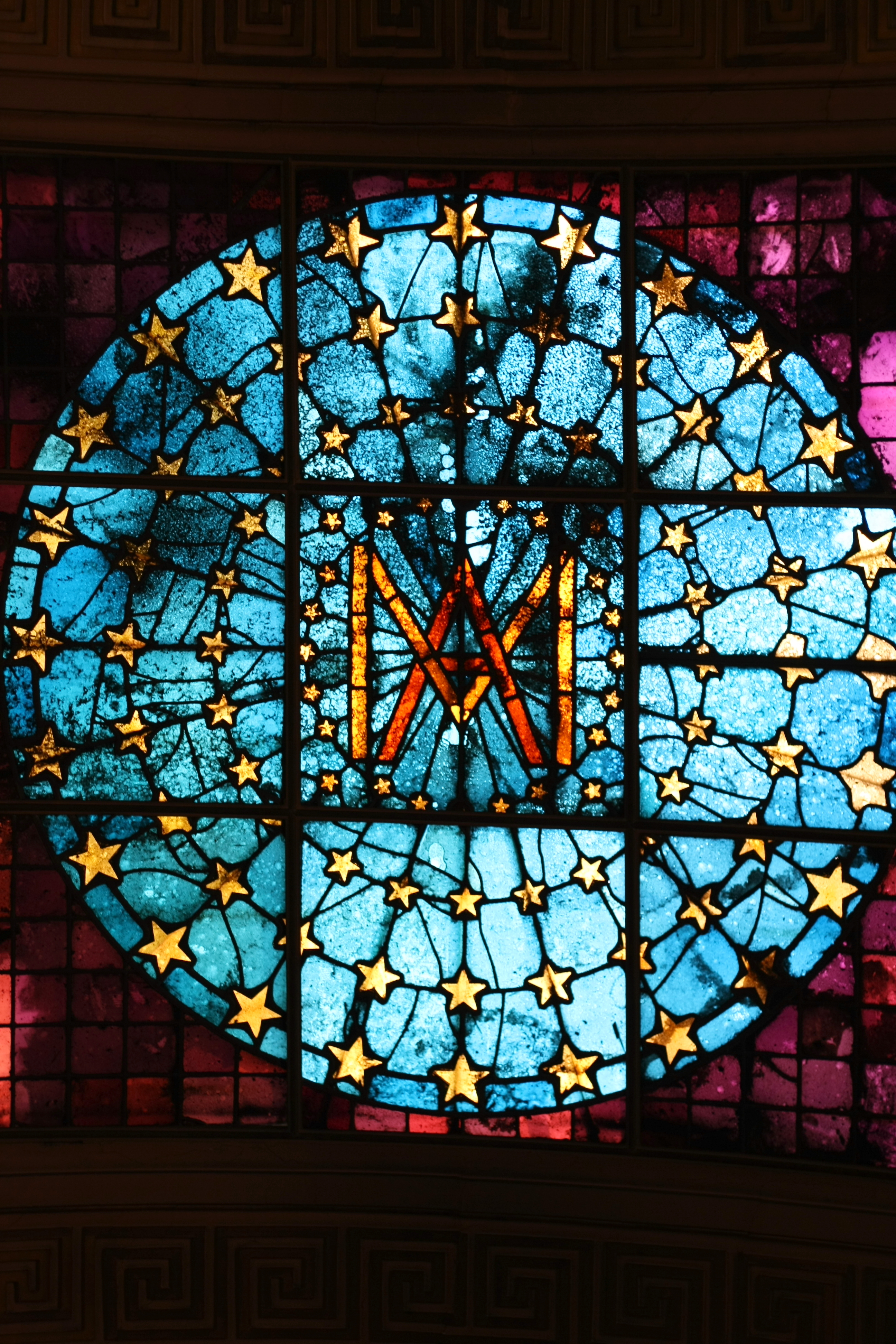
Vitrail de la chapelle de la Vierge.

#### Chapelle de la Vierge
- Ensemble de dix peintures relatant deux épisodes de la vie de la Vierge, l'Annonciation et La Visitation, dû à Nicolas-Auguste Hesse

### Sculptures
- Saint Jérôme, en albâtre, par le Flamand Colin de Nole, du début du XVIIe siècle
- La Vierge à l'Enfant Jésus, en bois naturel, de l'École française du XVIIIe siècle

## Curés
- 1787 : son curé depuis 1787, l'abbé Jacques-François Favre[11], refuse de prêter le serment constitutionnel au contraire de ses 11 confrères prêtres de cette paroisse[12].
- 1818 : Jean-Baptiste Cornu est nommé cette année-là comme prêtre chargé de l'administration des sacrements. Il était précédemment aumônier de l'asile de la Providence de Montmartre rue des Martyrs ; en 1821, curé de l'église Saint-Léonard de L'Haÿ-les-Roses en juin 1822, desservant en binage, l'église Saint-Gilles de Bourg-la-Reine dont il devint le curé en 1822 et curé de Puteaux en 1828, puis aumônier de l’hôpital de Lourcine. Il fit partie ensuite du clergé de église Saint-Roch de Paris en 1838 et mourut âgé de 93 ans[13].
- s.d. : abbé Dumail, docteur en théologie, professeur de français, latin, grec classique, espagnol et allemand.
- 1888 : l'abbé Laudes issu de l'église Saint-Germain-l'Auxerrois de Paris.
- 1989 : le père Antoine de Monicault (1938-2015) y a été nommé curé en 1989[14].
- 2016 : le père Diego Sánchez Alcolea, ancien vice-recteur du séminaire Redemptoris Mater de la Galilée, y a été nommé curé en janvier 2016.

## Accès
Ce site est desservi par les stations de métro Bonne-Nouvelle et Strasbourg - Saint-Denis.